# Coppélia

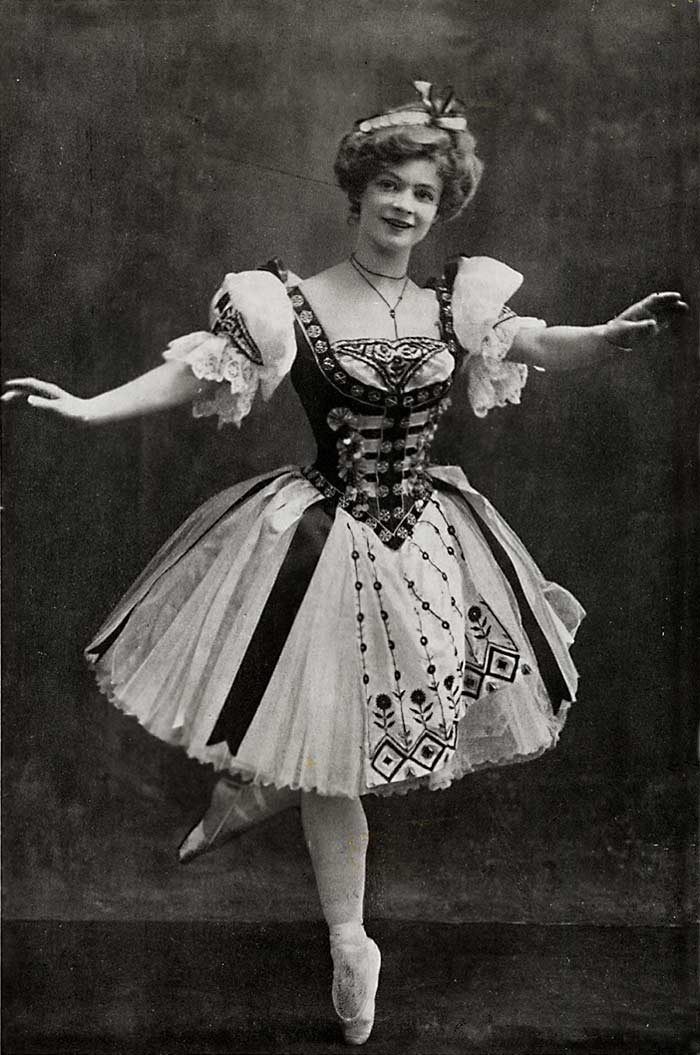
Adeline Genée als Swanilda in Coppélia, London um 1900

Das komische Ballett Coppélia ou La Fille aux yeux d’émail (deutsch Coppelia oder Das Mädchen mit den Glasaugen) wurde 1870 von Léo Delibes nach einem Libretto von Charles Nuitter und Arthur Saint-Léon komponiert, letzterer erstellte auch die Originalchoreographie. Die Handlung basiert auf E. T. A. Hoffmanns Erzählung Der Sandmann. Die Uraufführung fand am 25. Mai 1870 an der Pariser Oper statt, mit Giuseppina Bozzacchi als Swanilda und Eugénie Fiocre als Franz, und war ein triumphaler Erfolg. Bis heute gehört Coppélia zum Standardrepertoire des klassischen Balletts.

## Handlung
Die Handlung spielt in einem Dorf im ehemaligen Österreich-Ungarn. Daher enthält die Musik zahlreiche Anspielungen auf slawische bzw. osteuropäische Tänze und Volksmusik (Mazurka, Thème slave varié (Variationen über ein slawisches Thema), Czárdás).

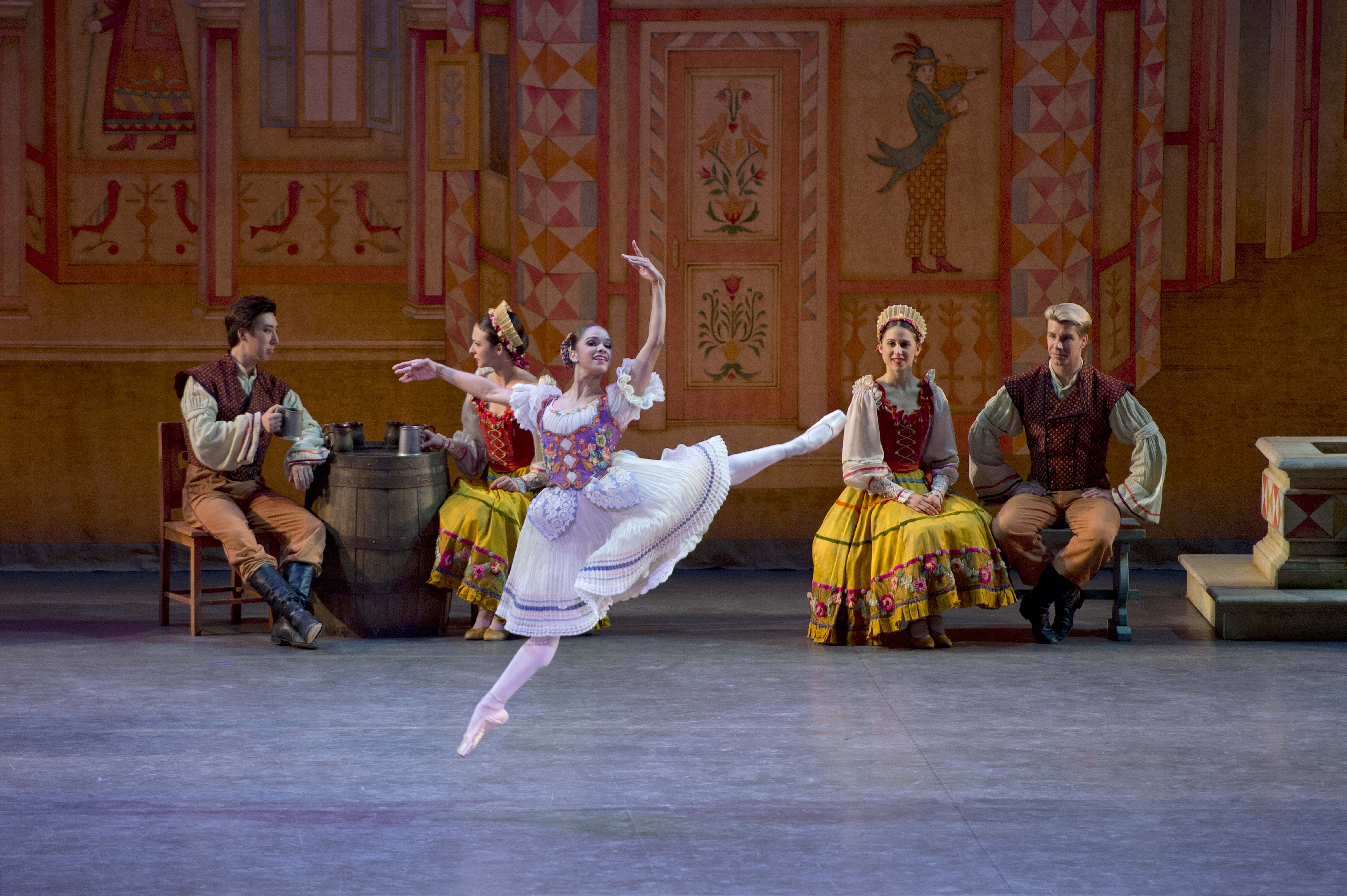
Szene aus Coppélia beim Abu Dhabi Festival

### 1. Akt

#### Auf einem Dorfplatz
Der alte Dr. Coppélius verbrachte sein ganzes Leben damit, seine Zauberkräfte zu entwickeln. Bisweilen wirkten sie, doch meist blieb er erfolglos. Sein größter Traum und Ehrgeiz ist es, Coppélia, eine seiner mechanischen Puppen, zum Leben zu erwecken. Niemand im Städtchen ahnt, was Coppélius treibt, doch oft schrecken Geräusche und Explosionen in seinem geheimnisvollen Haus die Bürger auf.
Eines Tages bringt Dr. Coppélius Coppélia auf den Balkon. Begeistert bemerkt er, dass alle sie für lebendig halten. Swanilda, die auf der gegenüber liegenden Straßenseite wohnt, gefällt es gar nicht, dass Coppélia von ihr keine Notiz nimmt, die Aufmerksamkeit jedoch ihrem Verlobten Franz zuwendet. Der Bürgermeister erscheint und rät Swanilda, die Treue von Franz mit einer Kornähre zu erproben: Rasselt sie, ist seine Liebe echt. Bevor er den Platz verlässt, verkündet der Bürgermeister, dass alle auf den herzoglichen Sitz eingeladen sind. Zur Einweihung der vom Herzog gestifteten Kirchenglocke soll dort ein „Maskenspiel der Glocke“ aufgeführt werden.
Nachdem alle gegangen sind, kehren Swanilda und ihre Freundinnen zurück und schmücken den Platz für die Festlichkeiten des nächsten Tages. Neugierig beschließen sie, in das Haus von Dr. Coppélius zu schleichen und sich das geheimnisvolle Mädchen auf dem Balkon einmal näher zu besehen. Kaum sind sie durch die Haustüre verschwunden, taucht Franz auf. Er hat dieselbe Idee.

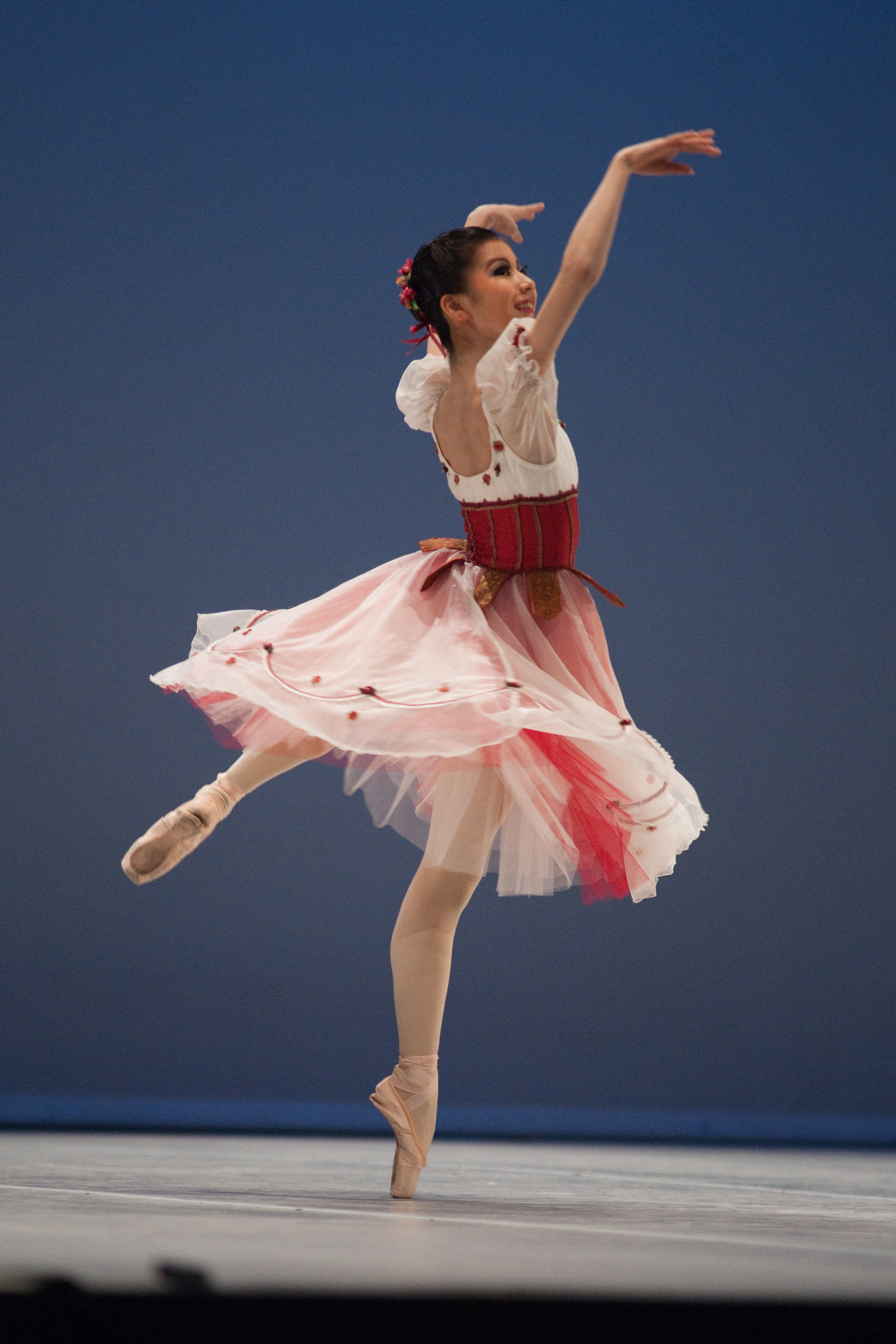
Mai Miyazaki als Swanilda in Coppélia beim Prix de Lausanne 2010

### 2. Akt

#### In Dr. Coppélius’ Werkstatt, etwas später
In der Werkstatt entdecken Swanilda und ihre Freundinnen erstaunt, dass Coppélia nur eine Puppe ist. Coppélius kehrt zurück und vertreibt die Mädchen. Nur Swanilda kann sich unbemerkt verstecken. Als auch Franz in das Haus eindringt, bedroht ihn Coppélius zunächst, doch dann bietet er ihm freundschaftlich einen Becher Wein an. Ein beigemischtes Schlafmittel lässt Franz in tiefen Schlaf fallen. Mit Beschwörungen aus seinem Zauberbuch soll die Seele von Franz auf Coppélia übergehen und sie so beleben. Zwischenzeitlich aber hat Swanilda den Platz von Coppélia eingenommen und deren Kostüm und Maske angelegt. Als sie zu tanzen beginnt, glaubt Dr. Coppélius, ein lebendiges Wesen erschaffen zu haben. Auch der wieder erwachte Franz beginnt leidenschaftlich mit ihr zu flirten, bis Swanilda voll Zorn die Maske abnimmt und davonläuft. Schlagartig zur Besinnung gekommen zertrümmert Franz die Werkstatt, ergreift die Puppe und flüchtet ebenfalls aus dem Haus.

### 3. Akt

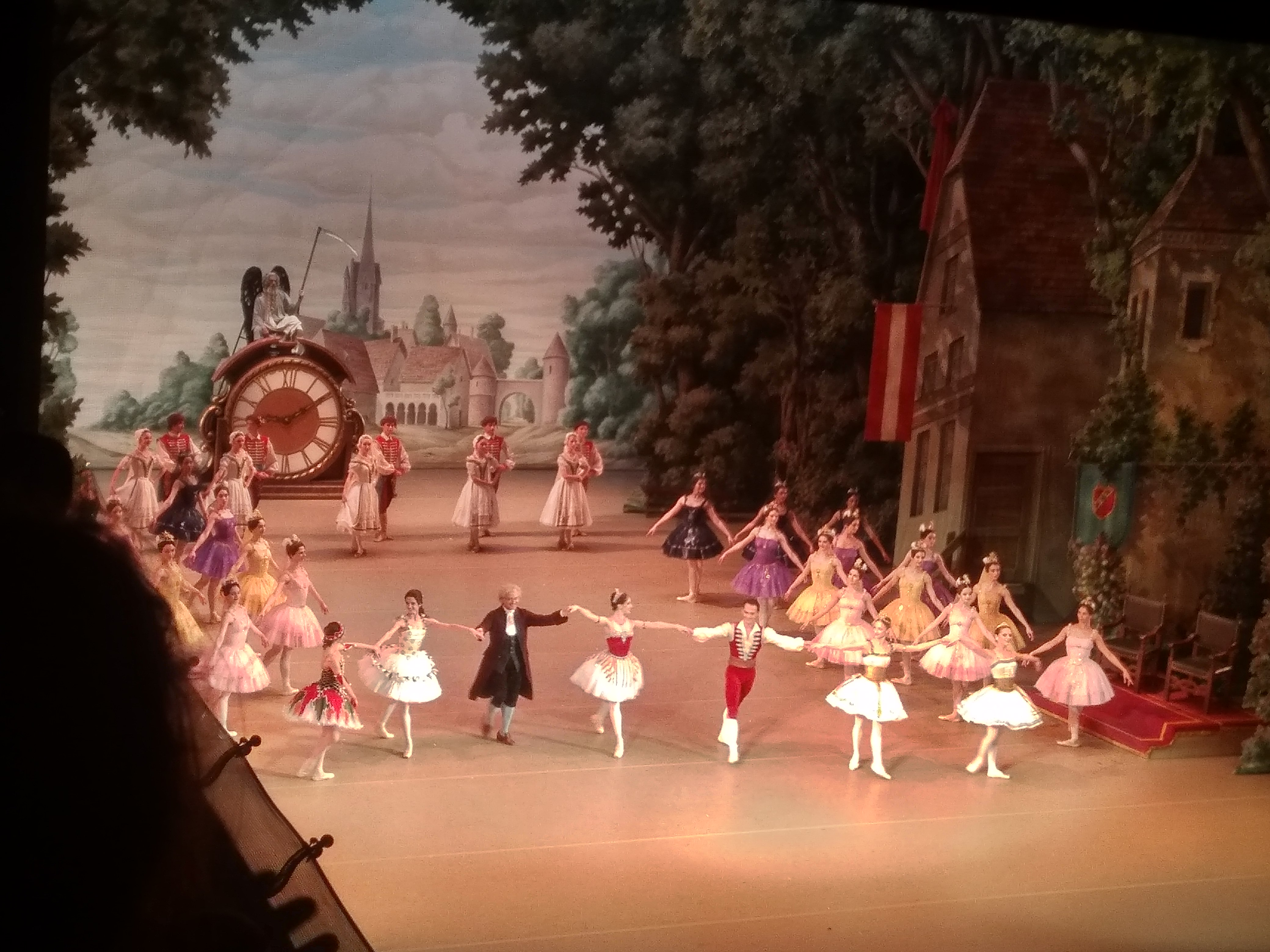
Bühnenbild 3. Akt Coppélia und Schlussapplaus, Bolschoi-Theater, Moskau (2019)

#### In den herzoglichen Gärten am folgenden Abend
Feierlich übergibt der Herzog die neue Glocke und beschenkt Franz, Swanilda und ein weiteres Paar, die am heutigen Tag ihre Hochzeit ankündigten, mit Beuteln voll Goldmünzen. Franz wird von den Mädchen ausgelacht, weil er sich von einer Puppe so sehr um den Verstand hat bringen lassen. Die Festlichkeiten unterbricht Dr. Coppélius. Außer sich beklagt er die Zerstörung seiner Werkstatt, doch der großzügige Herzog versöhnt ihn mit einem Beutel Gold, und er bekommt Coppélia zurück.
Nun steht der Versöhnung von Franz und Swanilda nichts mehr im Weg, und das Maskenspiel kann mit dem „Tanz der Stunden“ und „Heraufziehen eines neuen Tages“ beginnen. Allegorische Tänze versinnbildlichen den Ruf der Glocke zu Gebet, zur Arbeit, zur Hochzeit, den Ruf zu den Waffen und endlich zur Verkündigung des Friedens, wo auch Swanilda und Franz sich ihrer Liebe versichern.
Allein und vergessen bleibt Coppélius zurück, doch in der Gewissheit, dass wenigstens einmal seine Zauberkräfte tatsächlich wirkten.

## Musikalischer Aufbau
| 1. Akt 1. Prélude et Mazurka 2. Valse lente 3. Scène 4. Mazurka 5. Scène 6. Ballade de l’épi 7. Thème slave varié 8. Czárdás 9. Finale | 2. Akt 1. Entr’acte et Valse 2. Scène 3. Scène 4. Musique des automates 5. Scène 6. Chanson a boire et Scène 7. Scène et Valse de la poupeé 8. Scène 9. Bolero 10. Gigue 11. Scène | 3. Akt 1. Marche de la cloche 2. Introduction (de la fête de cloche) 3. Valse des heures 4. L’Aurore 5. La Prière 6. Le Travail (la Fileuse) 7. L’Hymen (Noce villageoise) 8. Le Discorde et la Guerre 9. La Paix 10. Danse de fête 11. Galop final |

## Aufführungsgeschichte

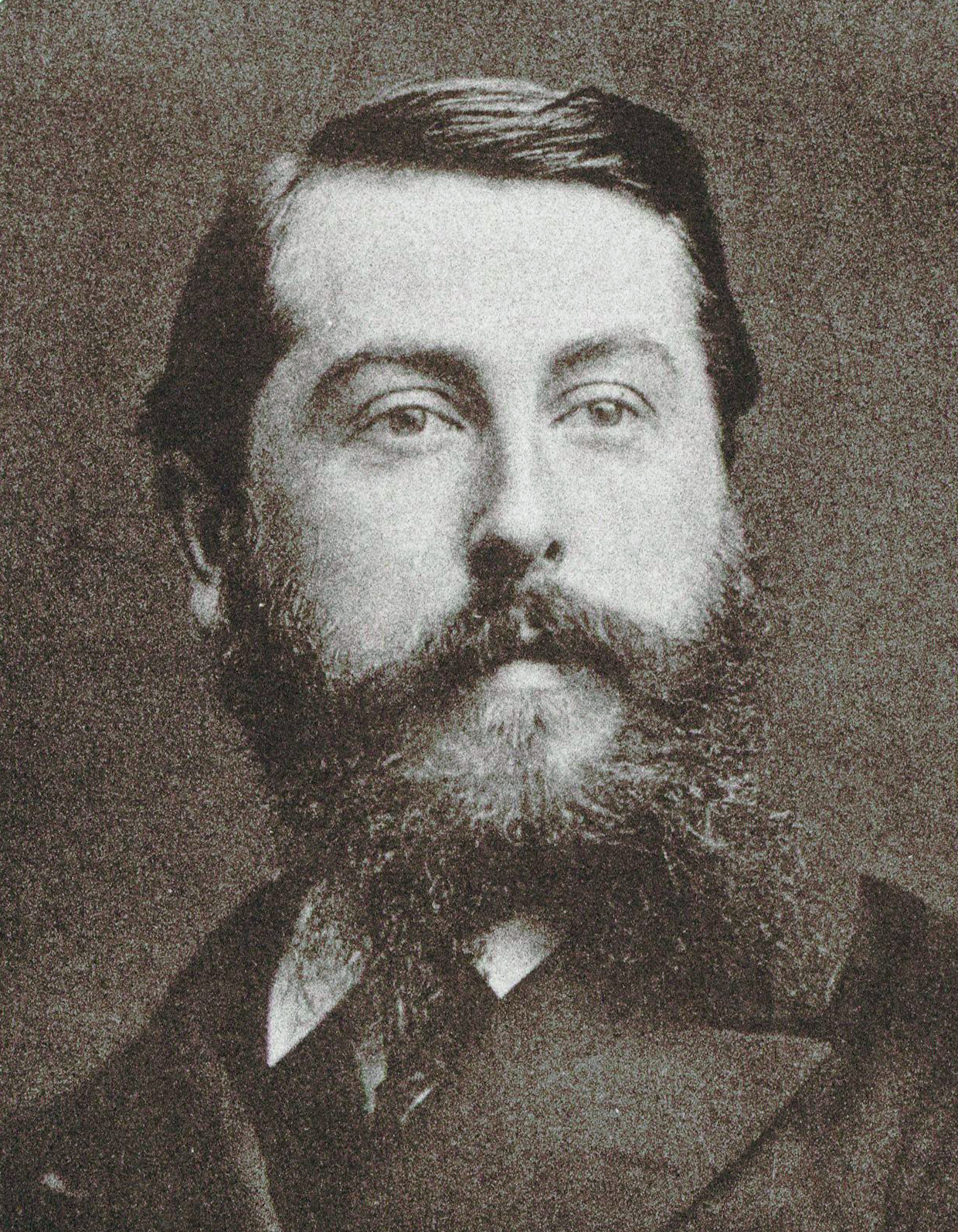
Léo Delibes

### Urfassung 1870 und frühe Geschichte
Coppelia war das letzte Ballett von Saint-Léon und seine zweite Zusammenarbeit mit Léo Delibes, nachdem sie gemeinsam mit Léon Minkus 1866 das Ballett La Source geschaffen hatten, bei dem die beiden Komponisten jeweils die Hälfte der Partitur komponierten.
Ursprünglich hatte Saint-Léon für die weibliche Hauptrolle der Swanilda die berühmte Adèle Grantzow vorgesehen, die jedoch erkrankte, so dass man verzweifelt nach einem Ersatz suchte. Der Komponist Delibes wurde sogar nach Italien geschickt, um dort eine geeignete Ballerina aufzutreiben, doch während seiner Abwesenheit fand man in Paris die erst 15 Jahre alte Giuseppina Bozzacchi, die Schülerin einer Ballettlehrerin namens Mme. Dominique war. Bozzacchi hatte noch keinerlei Bühnenerfahrung.

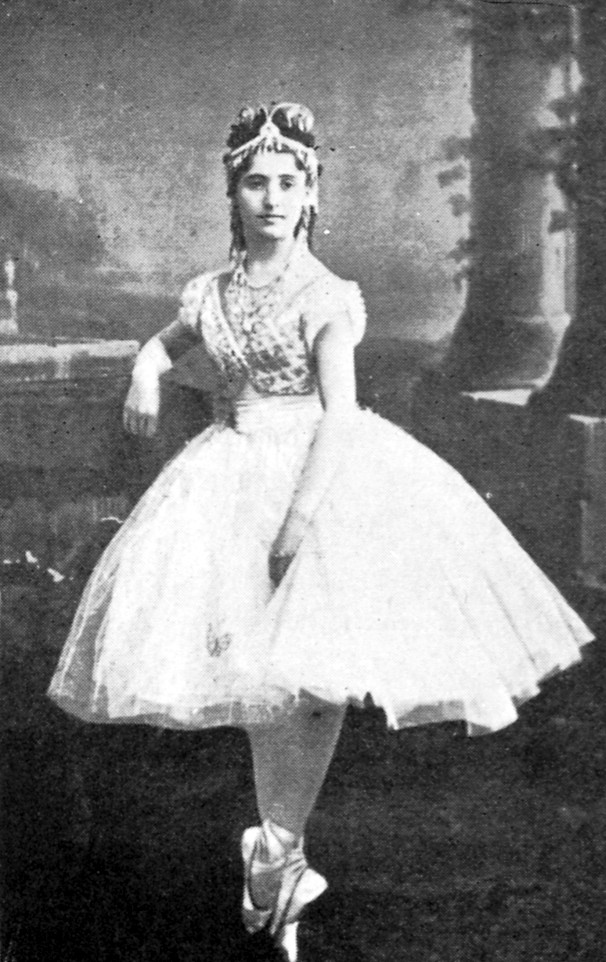
Giuseppina Bozzacchi als Swanilda in Coppélia, Paris, 1870

An der Pariser Oper war es zu dieser Zeit üblich, dass alle Tanzrollen, auch die von männlichen Charakteren ausschließlich von Frauen (sogenannten „danseuses en travesti“) getanzt wurden, nur pantomimische Rollen wurden von Männern gespielt. Daher übernahm die Rolle des Franz Eugénie Fiocre, die als danseuse en travesti berühmt war.
Die Uraufführung am 25. Mai 1870 war ein voller Erfolg – besonders für die mittlerweile 16-jährige Giuseppina Bozzacchi, die vom Pariser Publikum gefeiert wurde, schien es der Beginn einer glänzenden Karriere. Tragischerweise brach kurze Zeit später der Deutsch-Französische Krieg aus, das Second Empire brach zusammen und Paris geriet unter Belagerung. In all diesen Wirren musste das Opernhaus geschlossen werden. Am 2. September 1870 starb der Choreograf Saint-Léon. Giuseppina Bozzacchi geriet wegen der politischen Situation in finanzielle Schwierigkeiten und zog sich halb verhungert eine Pockeninfektion zu – sie starb am 23. November 1870, an ihrem 17ten Geburtstag.
Später entwickelte sich Coppélia zum meist aufgeführten Ballett in der Geschichte der Pariser Oper.
Die Berliner Erstaufführung wurde von Paul Taglioni an der Königlichen Hofoper herausgebracht, mit Antonietta Dell’Era in der Titelrolle. Den Kongelige Ballet in Kopenhagen folgte 1896, die Londoner Erstaufführung wurde 1906 von Adeline Genée choreographiert.

### Petipas Revisionen
Das Ballett wurde von Joseph Hansen nach Russland gebracht und hatte seine dortige Premiere im Moskauer Bolschoi-Theater am 5. Februar (Old Style date 24. Januar) 1882.

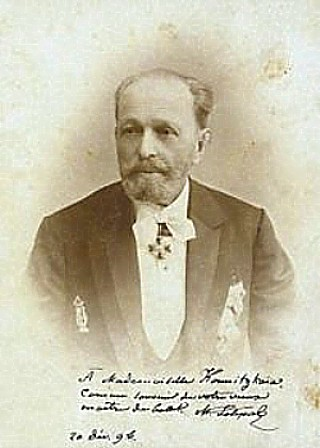
Marius Petipa, ca. 1895

Besonderen Einfluss für die weitere Geschichte des Ballettes hatte jedoch die choreografische Fassung von Marius Petipa für das Ballett des kaiserlichen Bolschoi Kamenny Theaters in Sankt Petersburg, die ihre Premiere am 7. Dezember (Old Style date 25. November) 1884 erlebte, mit Varvara Nikitina als Swanilda. Die Rolle des Franz – die in der Moskauer Version von Hansen bis 1896 nach wie vor von einer Frau en travestie gespielt wurde –, ließ Petipa zum ersten Mal von einem Mann spielen, und zwar von dem bekannten Tänzer Pavel Gerdt. Ansonsten ist nicht bekannt, ob Petipa die Original-Choreografie von Saint-Léon überhaupt kannte oder irgendwie berücksichtigte.
In Petipas letzter Revision für das Mariinski-Theater, die ihre Premiere am 8. Februar (Old Style date 26. Januar) 1894 hatte, tanzte der berühmte italienische Tänzer Enrico Cecchetti den Franz, neben Pierina Legnani als Swanilda. Da Petipa während der Vorbereitungen krank war, übernahm Cecchetti die Leitung der Proben, weshalb einige Forscher glauben, dass er auch in die Choreografie eingriff (was bei männlichen Tänzern vor allem für die eigenen Tänze durchaus üblich war).
Petipa brachte im 3. Akt im Divertissement der Fête de la cloche einige Änderungen an, vor allem deshalb, weil die Figur des Franz nun von einem Mann getanzt wurde:
- Das Stück namens La paix (der Friede) wurde zum Adage eines Pas de deux für Swanilda und Franz umfunktioniert.[6]
- Eine zusätzliche männliche Variation für Franz wurde eingeschoben. Deren Musik ist nicht von Delibes, sondern wurde ursprünglich von Ernest Guiraud für sein einaktiges Ballett Gretna Green komponiert (Uraufführung: Paris, 5. Mai 1873).[6] Es ist nicht bekannt, wann dieses Stück in die Partitur von Coppélia gelangte, vermutlich um die Jahrhundertwende und vielleicht 1895/96 für den Tänzer Gyorgy Kyasht. (In modernen Aufführungen werden jedoch als Variation des Franz oft andere Musiken verwendet !)[6]
- 1904 fügte Petipa eine Variation für eine neue allegorische Figur (getanzt von Dionesiia Potapenko) ein: „Travail“ (Arbeit). Die Musik dazu entnahm er Delibes’ Partitur zum Ballett Sylvia (1876). Diese Variation wird in modernen Produktionen manchmal von Franz getanzt.[6]

Petipas letzte Version von Coppélia wurde 1904 in der Stepanov-Methode aufgezeichnet, während einer Aufführungsreihe mit Vera Trefilova als Swanilda; diese Tanzpartitur ist heute Teil der wertvollen Sergeyev Collection in der Harvard University (Massachusetts).

### Petipas Version im 20. und 21. Jahrhundert

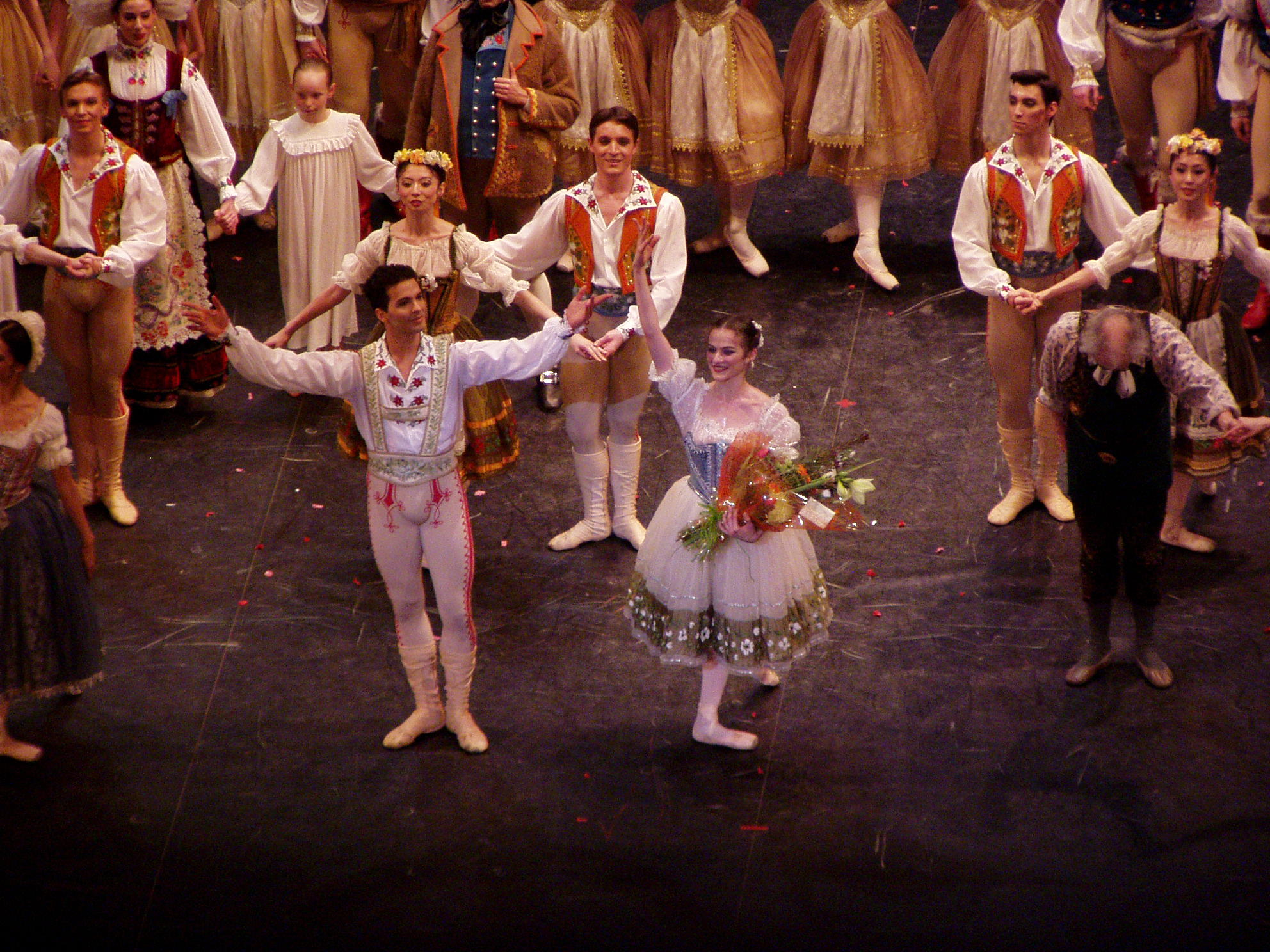
Applaus für Elena Glurdjidze (Swanilda), Arionel Vargas (Franz) und das English National Ballet in Coppélia, Mayflower Theatre, Southampton (2008)

Eine zweiaktige Kurzfassung von Petipas Coppélia wurde zum ersten Mal 1908 außerhalb Russlands gezeigt, während einer Tournee durchs Baltikum, Skandinavien, Österreich-Ungarn und Deutschland, mit Anna Pawlowa als Swanilda. Die Pawlowa inszenierte 1910 zusammen mit Mikhail Mordkin eine ähnliche zweiaktige Version an der Metropolitan Opera in New York.
Nikolai Sergeyev, der damalige Besitzer der oben erwähnten Tanzpartituren von 1904, erarbeitete 1942, zusammen mit Mona Inglesby, eine Version des gesamten Balletts für das International; Ballet. Dabei orientierten sie sich so weit wie möglich an der Originalchoreografie von Petipa.
Zu den bekanntesten Versionen von Coppélia gehören außerdem diejenigen von Ninette De Valois für das Royal Ballet in London und die Produktion, die George Balanchine 1974 für das New York City Ballet kreierte; beide berufen sich ebenfalls auf Petipa.
Pierre Lacottes 1973 geschaffene Choreografie von Coppélia ist zumindest teilweise eine Rekonstruktion, lehnt sich zumindest an den Tanzstil des 19. Jahrhunderts an. Lacottes Version wurde 2019 auch mit dem Wiener Staatsballett einstudiert.
Nachdem das Ballett in Russland im 20. Jahrhundert in eine stärker akrobatische Richtung verändert wurde, brachte Sergei Vikharev 2009 – ebenfalls auf der Basis der Petipa-Aufzeichnungen in der Sergeyev Collection – eine rekonstruierte Fassung von Petipas Coppélia mit dem Bolschoi-Ballett heraus. Die Premiere fand am 12. März 2009 statt.

### Inszenierungen nach 2000 (im deutschsprachigen Raum)

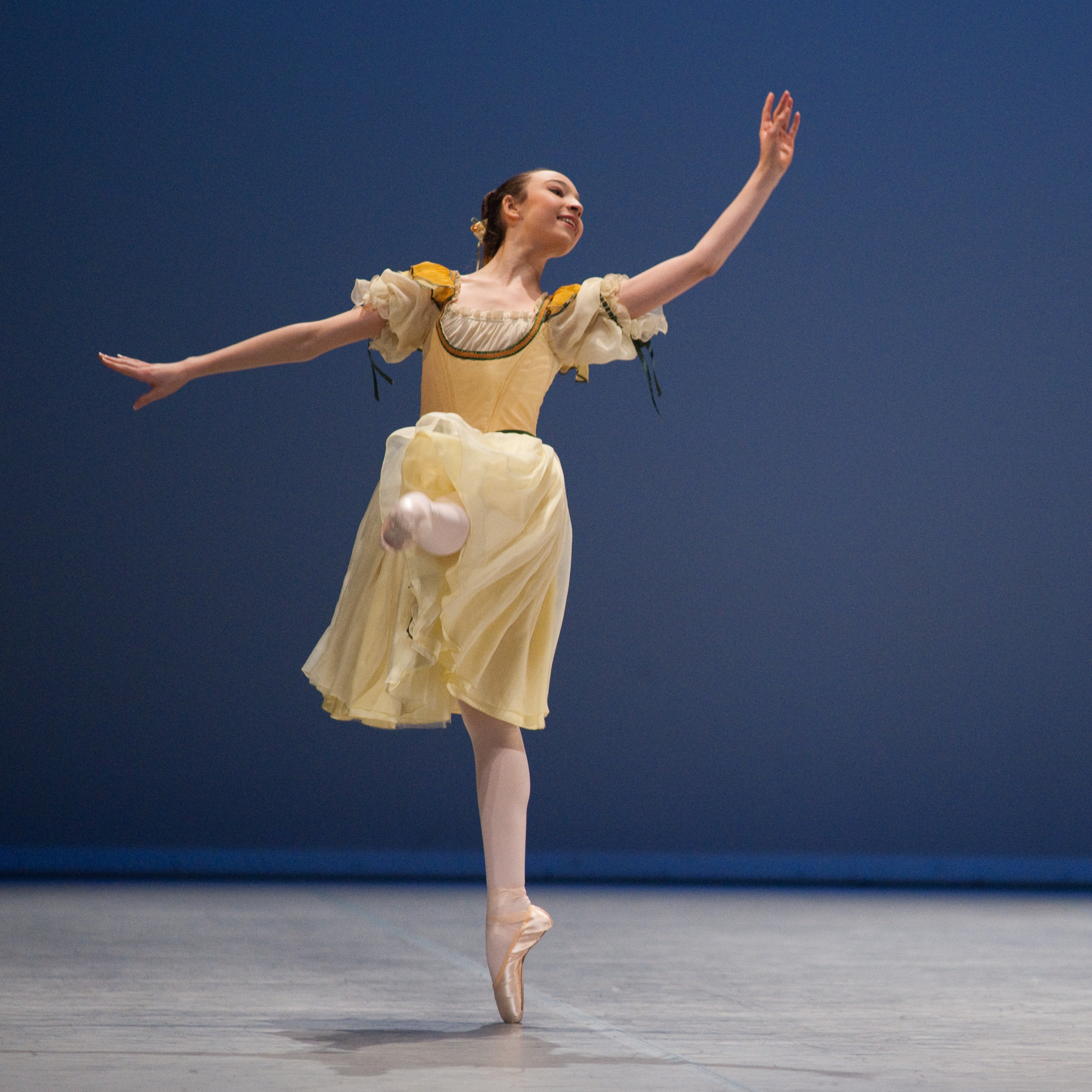
Alexandra Valavanis als Swanilda in Coppélia beim Prix de Lausanne 2010.

Coppélia hatte am 1. Mai 2004 in einer Neuinszenierung an der Oper Chemnitz Premiere. Choreografie und Inszenierung stammten von Thorsten Händler. Das Stück wurde in eine Schule Anfang des 20. Jahrhunderts verlegt. Dabei spielte der erste Akt in einem Klassenzimmer, der zweite Akt im Kabinett von Dr. Coppelius, und der dritte Akt spielte bei der Zeugnisvergabe in der Aula.
Die Karlsruher Coppélia, die am 19. November 2005 Premiere feierte, wurde von dem englischen Choreografen Peter Wright inszeniert. Bei der Choreografie orientierte sich Peter Wright eng an der Vorlage von Marius Petipa und Enrico Cecchetti. Die Handlung wurde in eine Kleinstadt an der galizisch-ungarischen Grenze verlegt. Das Bühnenbild und die Kostüme stammen von Peter Farmer. Musik: Badische Staatskapelle Karlsruhe.
An der Wiener Staatsoper hatte am 29. Januar 2006 eine neue Choreografie von Gyula Harangozó sen. Premiere. Sein Sohn Gyula Harangozó modernisierte die Inszenierung, das Bühnenbild stammte vom ungarischen Musiker Kentaur und die Kostüme von Rita Velich. Polina Semionova spielte die Swanilda, Tamás Solymosi ihren Bräutigam Franz. In der Rolle des Coppélius war Lukas Gaudernak zu sehen und Shoko Nakamura in der Rolle seiner Puppe Coppélia.
Am 11. Juni 2006 präsentierte das Hessische Staatstheater Wiesbaden Coppélia in einer eigenen Inszenierung des italienischen Choreografen Gaetano Posterino mit der hauseigenen Ballettkompanie. Es musizierte das Orchester des Staatstheaters Wiesbaden.
Coppélia hatte am 5. Februar 2011 an der Semperoper in Dresden Premiere. Die Neuinszenierung basiert auf George Balanchines Version von 1974, der für seine »Coppélia« auf die klassische Choreografie von Marius Petipa zurückgriff.
Eine neue Inszenierung des Landestheaters Detmold hatte am 12. Oktober 2012 in der Inszenierung und Choreographie die Swanilda, Egid Mináč Franz, Gaëtan Chailly Dr. Coppelius und Gisela Fontarnau i Galea die Coppelia. Es musizierte das Symphonische Orchester des Landestheaters Detmold.

### Inszenierungen nach 2000 (außerhalb des deutschsprachigen Raumes)
Jean-Christophe Maillot, das enfant terrible der französischen Balletwelt, inszenierte eine vollständige Neuversion mit 49 Tänzern und Tänzerinnen in der Kurzfassung mit nur zwei Akten. Titel: Coppél-i.A. de Jean-Christophe Maillot.
Zitat: „Die Idee, ein Ballett rund um Coppélia zu schaffen, entstand 2016. Jedoch wurde meine Aufmerksamkeit schon lange davor auf das "Mädchen mit den Emailleaugen" gelenkt...! Tatsächlich waren diese Gedanken ziemlich ambivalent, denn obwohl ich wirklich fasziniert von der Geschichte eines jungen Mannes war, der sich in eine mechanische Puppe verliebt, war ich von der Romantik des ursprünglichen Balletts eher etwas abgeschreckt.“
Für die weitere Umsetzung wurde das musikalische Arrangement von Bertrand Maillot nach der Originalmusik des französischen Komponisten Léo Delibes übernommen. Die Premierenvorstellung wurde von Les Ballets de Monte-Carlo am 27. Dezember 2019 im Grimaldi Forum in Monaco uraufgeführt. Dauer 1 Stunde und 42 Minuten.
Das Werk ist seit Juli 2022 auf dem TV Kabelkanal Mezzo in voller Länge zu sehen.

## Aufnahmen (Auswahl)

### CD
- Léo Delibes: Coppélia (Gesamtaufnahme; + Massenet: Le Carrillon), mit dem Orchestre de la Suisse Romande u. a., Dir.: Richard Bonynge (Decca, 1970/1984/2012)

### Filme
- Léo Delibes: Coppélia (Choreografie von Sergei Vikharev, Rekonstruktion nach Marius Petipa und Enrico Cecchetti (?)), mit Margarita Shrayner (Swanilda), Artem Ovcharenko (Franz) u. a., Ballett und Orchester des Moskauer Bolschoi-Theaters, Dir.: Pavel Sorokin (Pathé live/Belair, 2018; DVD)
- Léo Delibes: Coppélia (Choreografie von Ninette de Valois „nach Marius Petipa, Lew Iwanow (?) und Enrico Cecchetti“ (?)), mit Marianela Nuñez (Swanilda), Vadim Muntagirov (Franz) u. a., The Royal Ballet, Orchestra of the Royal Opera House, Dir.: Barry Wordsworth (Opus Arte, 2019, DVD)
- Léo Delibes: Coppélia (Choreografie von Patrice Bart „nach Arthur Saint-Léon“), mit Dorothée Gilbert (Swanilda), Mathias Heymann (Franz), José Carlos Martínez (Coppélius) u. a., Ballet de l’Opéra National de Paris, Orchestre Colonne, Dir.: Koen Kessels (Opus Arte, 2011; DVD)
- 2021: Coppelia, Niederlande / Belgien / Deutschland, Regie: Jeff Tudor, Steven De Beul, Ben Tesseur, mit Michaela DePrince (Swan), Daniel Camargo (Franz), Vito Mazzeo (Doktor Coppelius), Erica Horwood (Coppelia)[21]